# Szprudowo
Szprudowo – wieś kociewska w Polsce położona w województwie pomorskim, w powiecie tczewskim, w gminie Gniew przy trasie drogi krajowej nr 91.
Wieś królewska w 1664 roku należała do starostwa gniewskiego. 
W okresie międzywojennym stacjonował w miejscowości komisariat Straży Granicznej.
W latach 1975–1998 miejscowość administracyjnie należała do województwa gdańskiego.
W Szprudowie znajduje się zabytkowy zajazd z końca XVIII w. z ryglowym podcieniem.
We wsi działa piłkarski klub sportowy KP Keramzyt Szprudowo.